# San Juan de Abajo, Nayarit
San Juan de Abajo är en ort i Mexiko.   Den ligger i kommunen Bahía de Banderas och delstaten Nayarit, i den centrala delen av landet, 600 km väster om huvudstaden Mexico City. San Juan de Abajo ligger 37 meter över havet och antalet invånare är 10 442.
Terrängen runt San Juan de Abajo är varierad. Runt San Juan de Abajo är det tätbefolkat, med 319 invånare per kvadratkilometer. Närmaste större samhälle är Ixtapa, 11,0 km söder om San Juan de Abajo. Omgivningarna runt San Juan de Abajo är en mosaik av jordbruksmark och naturlig växtlighet.